# Scorpaena inermis
Scorpaena inermis är en fiskart som beskrevs av Cuvier 1829. Scorpaena inermis ingår i släktet Scorpaena och familjen Scorpaenidae. Inga underarter finns listade i Catalogue of Life.